# Resolució 1040 del Consell de Seguretat de les Nacions Unides
La Resolució 1040 del Consell de Seguretat de les Nacions Unides fou adoptada per unanimitat el 29 de gener de 1996. Després de considerar les cartes del secretari general Boutros Boutros-Ghali i les declaracions del President del Consell de Seguretat, el Consell va abordar la guerra civil a Burundi i els esforços per al diàleg polític.
Al Consell de Seguretat li preocupava que la situació a Burundi s'hagués deteriorat i amenacés l'estabilitat a la regió. S'havia incrementat la violència, particularment contra refugiats i treballadors internacionals d'ajuda humanitària, i es va posar èmfasi en la importància de seguir assistint als refugiats. L'Alt Comissionat de les Nacions Unides per als Refugiats va visitar recentment el país i es van elaborar plans de seguretat.
La resolució exigia que totes les parts de Burundi s'abstinguessin de la violència i l'ús de la força, i que es persegueixi el diàleg. Els Estats membres i altres interessades foren instades a cooperar amb el desmantellament d'estacions de ràdio que incitin l'odi i la violència. Es consideraren altres mesures en consulta amb l'Organització de la Unitat Africana i altres països. El secretari general havia enviat una missió tècnica a Burundi per examinar la manera de protegir el personal de les Nacions Unides i les agències d'ajuda i se li va demanar el 20 de febrer de 1996 i l'informe sobre la missió, la situació general i el progrés del diàleg. Sobre la base de l'informe, el Consell consideraria mesures addicionals, inclòs un embargament d'armes i restriccions de viatge contra els líders a Burundi.